# Greg Athans
Greg Athans, né le 18 juin 1955 et mort le 8 août 2006, est un champion de ski acrobatique Canadien spécialiste du ski de bosses. Premier vainqueur de la Coupe du monde de la FIS, il s'est également distingué nationalement en ski alpin et en ski nautique.

## Biographie
Né le 18 juin 1955 à Kelowna, Greg Athans a grandi à Kelowna dans une famille de sportifs de haut niveau : 
Son père, George Athans (en), est un plongeur qui a participé aux jeux olympiques en 1936 et 1948. Sa mère Irene Athans est une championne de natation. Son frère aîné, George Athans Junior, est un champion de ski nautique et son petit frère, Gary Athans (en), un skieur alpin professionnel (athlète olympique comme son père, en 1984).
Athlète complet, autodidacte, Greg Athans pratique à haut niveau le ski alpin et le ski nautique, et devient le premier athlète à être titré à la fois aux Jeux du Canada d'hiver et d'été : en slalom en 1971 et en ski nautique en 1973. 
En hiver, il se consacre au ski alpin, participant notamment à la Pontiac Cup (un circuit canadien) ou au Can-Am circuit,. En été le ski nautique prend le relais, avec succès : il remporte en tout huit titres de champion du Canada. Mais en 1976 il commence le ski acrobatique, et les résultats sont immédiats : engagé sur le circuit de l'American Freestyle Association il monte huit fois sur le podium, dont quatre fois sur la plus haute marche, dans les épreuves de ski de bosses, de ballet (ou acroski) et de combiné et décroche le titre de champion dans les disciplines des bosses et du ballet. L'année suivante il évolue au sein du Midas Men’s World Trophy Championships, un circuit nord-américain, avec de bons résultats également (cinq podiums, deux victoires) et des places de second dans les classements finaux de bosses et de combiné. 
Mais en 1977 ont également lieu, en été, les Championnats du monde de ski nautique à Milan où il décroche une quatrième place individuelle et une troisième place par équipe.
En 1978, Greg Athans publie un livre, Free ski, un manuel décrivant et détaillant les techniques de ski acrobatique pour permettre leur apprentissage,.
Toujours en 1978 la World Cup Freestyle est créée, coupe du monde professionnelle se déroulant en Amérique du Nord et en Europe. Pendant deux ans, il enchaine les podiums et les victoires en bosses, ballet et combiné : vingt-huit podiums dont treize victoires, et les titres en bosses et ballet en 1978, la seconde place en bosses en 1979.
En 1980 la Fédération internationale de ski crée sa propre coupe du monde, amateur, mais où les anciens professionnels sont rémunérés. Greg Athans s'investit dans cette compétition et dans cette transition du professionnalisme vers l'amateurisme, et dans un des objectifs principaux de cette transition : faire rentrer le ski acrobatique aux Jeux olympiques,.
Lors de la première saison en 1980, il remporte cinq victoires pour sept podiums,,  remporte les classements de ski de bosses et de combiné et surtout le classement général, devenant ainsi le premier champion du monde de ski acrobatique de la FIS. En 1981, la concurrence de l'américain Frank Beddor est trop dure et malgré neuf nouveaux podiums (mais aucune victoire) il doit se contenter de la seconde place du classement général (il est également troisième du classement de bosses et quatrième de celui du combiné).
En 1982 il ne participe qu'à quatre épreuves et se retire du circuit à la fin de la saison.
Après sa carrière de haut niveau, il se reconvertit en tant qu'entraineur et continue de promouvoir le ski acrobatique en vue d'une intégration aux jeux olympiques,, entre autres via des films documentaires comme SnoWonder de Warren Miller (en) ou Rendezvous in Tignes de Dick Barrymore.
Il s'investit également dans le monde associatif et notamment pour les enfants hospitalisés de Vancouver. il crée le Greg Athans Children’s Hospital Charity Ski Camp qui lui permet de récolter 150 000 $ pour le British Columbia Children's Hospital  (l'l'hôpital des enfants de Colombie-Britannique),.
Il devient également photographe à Vancouver où il couvre les compétitions de ski.
Il meurt le 8 août 2006 des complications d'un diabète de type 2,.

## Palmarès

### Ski nautique
- Championnats du monde de ski nautique : 4e en individuel et 3e par équipe en 1977[1]
- Champion du Canada (8)[1]

### Ski acrobatique

#### Circuits professionnels
- American Freestyle Association : 8 podiums, 4 victoires, 1er des classements de ski de bosses et de ballet (en 1976)[4].
- Midas Men’s World Trophy Championships : 5 podiums, 2 victoires, 2e des classements de ski de bosses et de combiné (en 1977)[4].
- World Cup Freestyle : 28 podiums, 13 victoires (en 1978 et 1979), 1re des classements de ski de bosses et de ballet (en 1978)[4].

#### Coupe du monde
- 1 gros globe de cristal :
  - Vainqueur du classement général en 1980[8].
- 2 petits globe de cristal :
  - Vainqueur du classement bosses  en 1980[8].
  - Vainqueur du classement combiné en 1980[8].
- 16 podiums dont 5 victoires[7].

##### Différents classements en coupe du monde
| Année/Classement | Général | Général | Ballet | Ballet |
| ---------------- | ------- | ------- | ------ | ------ |
| Année/Classement | Class.  | Points  | Class. | Points |
| 1980             | 6e      | 48.00   | 1er    | 48.00  |
| 1981             | 6e      | 48.00   | 1er    | 48.00  |

##### Podiums
En trois saisons, Greg Athans est monté seize fois sur un podium de coupe du monde, en ski de bosses, ballet et combiné, dont cinq fois sur la première marche, :
| Date            | Lieu              | Place | Discipline |
| --------------- | ----------------- | ----- | ---------- |
| 1980            |                   |       |            |
| 7 janvier 1980  | Monts Pocono      | 1er   | Bosses     |
| 8 janvier 1980  | Monts Pocono      | 1er   | Bosses     |
| 10 janvier 1980 | Monts Pocono      | 2e    | Ballet     |
| 11 janvier 1980 | Monts Pocono      | 1er   | Combiné    |
| 12 janvier 1980 | Monts Pocono      | 1er   | Combiné    |
| 2 mars 1980     | Oberjoch          | 3e    | Combiné    |
| 15 mars 1980    | Tignes            | 1er   | Combiné    |
| 1981            |                   |       |            |
| 17 janvier 1981 | Livigno           | 3e    | Ballet     |
| 22 janvier 1981 | Tignes            | 3e    | Bosses     |
| 3 février 1981  | Laax              | 3e    | Combiné    |
| 4 février 1981  | Laax              | 2e    | Bosses     |
| 9 février 1981  | Seefeld in Tirol  | 2e    | Combiné    |
| 14 février 1981 | Oberjoch          | 2e    | Bosses     |
| 15 février 1981 | Oberjoch          | 2e    | Combiné    |
| 14 mars 1981    | Monts Pocono      | 3e    | Ballet     |
| 18 mars 1981    | Mont Norquay (en) | 2e    | Bosses     |

## Distinctions
- Intronisé en 2008 au temple de la renommée du ski canadien[3],[13].
- Intronisé en 2014 au hall of Fame de Colombie-Britannique à titre posthume[b],[3].
- Intronisé en 2018 au hall of fame canadien du ski nautique et de planche, à titre posthume[14].